# Encore (Sarah Brightman)
Encore è un album in studio della cantante britannica Sarah Brightman, pubblicato nel 2002.

## Tracce
1. Whistle Down the Wind – 3:28
2. Away from You – 3:29
3. Guardami (“With One Look”, Italian version) – 3:38
4. Think of Me (con Steve Barton) – 3:16
5. One More Walk Around the Garden – 3:19
6. Surrender – 3:06
7. If I Ever Fall in Love Again – 4:00
8. Half a Moment – 3:59
9. Piano (“Memory”, Italian version) – 5:08
10. What More Do I Need – 3:05
11. There is More to Love – 2:35
12. The Last Man in My Life – 3:10
13. In the Mandarin's Orchid Garden – 3:18
14. Nothing Like You've Ever Known – 3:11
15. Chi il bel sogno di Doretta – 2:46